# Threshold (zespół muzyczny)
Threshold – sześcioosobowa grupa z południowej Anglii, wykonująca muzykę z nurtu metalu progresywnego.
Wczesne lata grupy zaowocowały czterema ciepło przyjętymi albumami z etykietą niezależnej wytwórni GEP. 
Po paru zmianach i wielu trasach koncertowych w Europie z takimi zespołami jak Dream Theater, Threshold podpisali kontrakt z wytwórnią Inside Out Music w 2000 r. Albumy Hypotgetical i Critical Mass zostały wydane w 2001 i 2002 r., ciesząc się sukcesem bycia na listach przebojów w Europie i wzmacniając silną reputację zarówno wśród fanów, jak i wydawnictw muzycznych. Na początku 2004 r. zostało wydane DVD z utworami na żywo, gdy Threshold powrócili do studia, aby wydać ostatni, najbardziej utytułowany album studyjny Subsurface. 
Subsurface został uplasowany na 15 miejscu w plebiscycie „ Album miesiąca” w dziewięciu krajach, stając się jednocześnie jednym z najważniejszych rockowych albumów roku. 
W 2006 r. Threshold podpisali kontrakt z wytwórnią Nuclear Blast records.

## Muzycy
Obecny skład zespołu
- Steve Anderson – gitara basowa
- Karl Groom – gitara
- Johanne James – perkusja
- Glynn Morgan – śpiew, gitara
- Richard West – instrumenty klawiszowe

Byli członkowie
- Nick Harradence – perkusja
- Tony Grinham – perkusja
- Mark Heaney – perkusja
- Jon Jeary – gitara basowa
- Jay Micciche – perkusja
- Damian Wilson – śpiew
- Andrew ``Mac`` McDermott – śpiew
- Nick Midson – gitara
- Pete Morten – gitara

## Dyskografia
Albumy studyjne
- 1993 Wounded Land
- 1994 Psychedelicatessen
- 1997 Extinct Instinct
- 1998 Clone
- 2001 Hypothetical
- 2002 Critical Mass
- 2003 Wireless - Acoustic Sessions
- 2004 Subsurface
- 2007 Dead Reckoning
- 2012 March of Progress
- 2014  For The Journey
- 2017  Legends Of The Shires
- 2022  Dividing Lines

Albumy koncertowe
- 1995 Livedelica
- 2002 Concert In Paris
- 2004 Critical Energy
- 2006 Surface To Stage

Albumy kompilacyjne
- 2007 The Ravages of Time

Single
- 2002 Critical Mass
- 2006 Pressure